# Inga rusbyi
Inga rusbyi är en ärtväxtart som beskrevs av Henri François Pittier. Inga rusbyi ingår i släktet Inga och familjen ärtväxter. Inga underarter finns listade i Catalogue of Life.